# MTG-I 1
O MTG-I 1, também conhecido por Meteosat 12, é um satélite meteorológico geoestacionário europeu construído pela Thales Alenia Space em cooperação com a OHB-System GmbH e que foi lançado ao espaço em 13 de dezembro de 2022. Ele será operado pela Agência Espacial Europeia (ESA) em conjunto com a EUMETSAT. O satélite foi baseado na plataforma LUXOR bus e terá uma expectativa de vida útil de 8,5 anos.